# Ingrandes (Indre)
Ingrandes ist eine französische Gemeinde mit 299 Einwohnern (Stand: 1. Januar 2022) im Département Indre in der Region Centre-Val de Loire; sie gehört zum Arrondissement Le Blanc und zum Kanton Le Blanc. Die Einwohner werden Ingrandais genannt.

## Geographie
Ingrandes liegt etwa 60 Kilometer ostnordöstlich von Poitiers am Anglin. Umgeben wird Ingrandes von den Nachbargemeinden Mérigny im Norden und Nordwesten, Saint-Aigny im Nordosten, Concremiers im Osten, Béthines im Süden sowie Saint-Germain im Westen und Südwesten.

## Bevölkerungsentwicklung
| Jahr                      | 1962 | 1968 | 1975 | 1982 | 1990 | 1999 | 2006 | 2013 |
| Einwohner                 | 380  | 390  | 300  | 300  | 310  | 316  | 328  | 325  |
| Quelle: Cassini und INSEE |      |      |      |      |      |      |      |      |

## Verkehr
Ingrandes hat einen Haltepunkt an der Bahnstrecke Paris–Bordeaux und wird im Regionalverkehr mit TER-Zügen nach Tours und Poitiers bedient.

## Sehenswürdigkeiten
- Kirche Notre-Dame

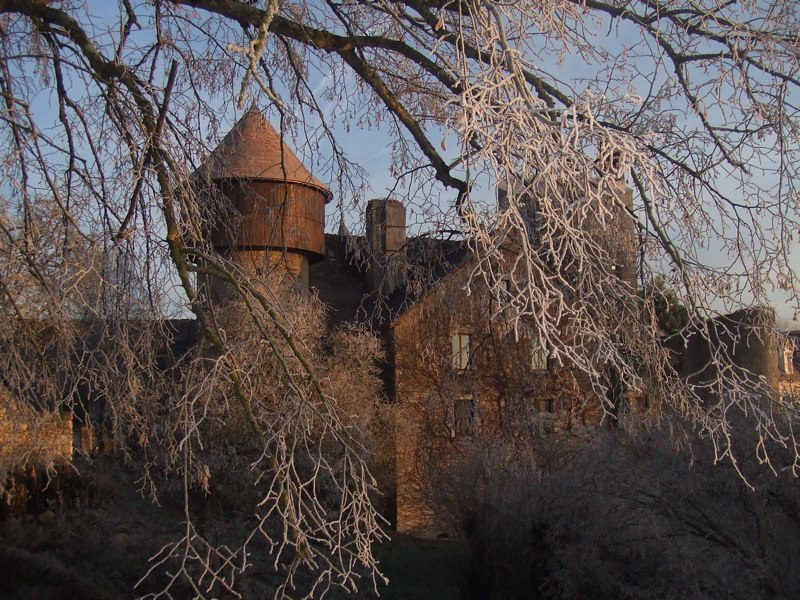
Schloss Ingrandes

- Schloss Ingrandes, Monument historique